# USL Pro 2012
Navigation
Édition précédente Édition suivante
La USL Pro 2012 est la 2e saison de la USL Pro, le championnat professionnel de soccer d'Amérique du Nord de troisième division. Elle est composée de onze équipes, toutes implantées aux États-Unis à l'exception du Barracuda d'Antigua situé à Antigua-et-Barbuda.

## Contexte
Après une saison inaugurale mouvementée en 2011, la USL Pro tente de se stabiliser en 2012. Le FC New York est la seule franchise quittant la ligue afin de rejoindre la National Premier Soccer League (quatrième division) peu avant la première journée de championnat.
Pour une deuxième saison consécutive, le Orlando City SC remporte la saison régulière, de manière plus prononcée en 2012 néanmoins. Les joueurs de la franchise floridienne s'inclinent malgré tout en demi-finale face aux Hammerheads de Wilmington, finaliste malheureux puisque c'est le Battery de Charleston qui remporte le titre de USL Pro. Charleston s'offre un troisième championnat après ceux obtenus en 1996 et 2003.

## Les onze franchises participantes

### Carte
| Charleston Richmond Charlotte Orlando Dayton Wilmington Islanders Pittsburgh Rochester Blues |

| Antigua |

### Entraîneurs et capitaines
| Équipe                       | Entraîneur        | Capitaine         |
| ---------------------------- | ----------------- | ----------------- |
| Barracuda d'Antigua          | Tom Curtis        | George Dublin     |
| Battery de Charleston        | Michael Anhaeuser | Stephen Armstrong |
| Eagles de Charlotte          | Mark Steffens     | Josh Rife         |
| Dutch Lions de Dayton        | Ivar van Dinteren | Bret Jones        |
| City Islanders de Harrisburg | Bill Becher       | Jason Pelletier   |
| Blues de Los Angeles         | Charlie Naimo     | Shahryar Dastan   |
| Orlando City SC              | Adrian Heath      | Ian Fuller        |
| Riverhounds de Pittsburgh    | Justin Evans      |                   |
| Kickers de Richmond          | Leigh Cowlishaw   | Ronnie Pascale    |
| Rhinos de Rochester          | Jesse Myers       |                   |
| Hammerheads de Wilmington    | David Irving      |                   |

## Format de la compétition

### Saison régulière
Toutes les équipes disputent vingt-quatre rencontres. Vingt contre les autres équipes de la ligue sur un format aller-retour et quatre contre des équipes géographiquement proches.
En cas d'égalité, les critères suivants départagent les équipes :
1. Résultats en face à face
2. Nombre de victoires
3. Différence de buts générale
4. Nombre de buts marqués
5. Classement du fair-play
6. Nombre de buts marqués à l'extérieur
7. Différence de buts à l'extérieur
8. Nombre de buts marqués à domicile
9. Différence de buts à domicile
10. Tirage à la pièce

### Séries éliminatoires
Les six meilleures équipes sont qualifiées pour les séries. Les équipes classées entre la troisième et la sixième place s'affrontent au premier tour des séries avant de rejoindre les deux meilleures de la saison régulière. À chaque tour, c'est l'équipe la mieux classée en saison régulière qui accueille son adversaire.

## Saison régulière

### Classement
| Rang | Équipe                       | Pts | J  | G  | N  | P  | Bp | Bc | Diff |
| ---- | ---------------------------- | --- | -- | -- | -- | -- | -- | -- | ---- |
| 1    | Orlando City SC T            | 57  | 24 | 17 | 6  | 1  | 50 | 18 | +32  |
| 2    | Rhinos de Rochester          | 41  | 24 | 12 | 5  | 7  | 27 | 23 | +4   |
| 3    | Battery de Charleston        | 38  | 24 | 12 | 2  | 10 | 36 | 26 | +10  |
| 4    | Kickers de Richmond          | 38  | 24 | 11 | 5  | 8  | 31 | 27 | +4   |
| 5    | Hammerheads de Wilmington    | 37  | 24 | 10 | 7  | 7  | 34 | 32 | +2   |
| 6    | City Islanders de Harrisburg | 37  | 24 | 10 | 7  | 7  | 34 | 29 | +5   |
| 7    | Eagles de Charlotte          | 36  | 24 | 11 | 3  | 10 | 34 | 26 | +8   |
| 8    | Blues de Los Angeles         | 30  | 24 | 9  | 3  | 12 | 26 | 29 | -3   |
| 9    | Dutch Lions de Dayton        | 22  | 24 | 4  | 10 | 10 | 20 | 29 | -9   |
| 10   | Riverhounds de Pittsburgh    | 17  | 24 | 4  | 5  | 15 | 20 | 39 | -19  |
| 11   | Barracuda d'Antigua          | 16  | 24 | 5  | 1  | 18 | 16 | 50 | -34  |

Qualification en séries éliminatoires
- Champion de la saison régulière et qualification pour les demi-finales des séries éliminatoires
- Franchise qualifiée pour les demi-finales des séries éliminatoires
- Franchise qualifiée pour le premier tour des séries éliminatoires

Abréviations
- T : Tenant du titre

### Résultats
| Barracuda d'Antigua       | PIT | PIT | CHE | CHE | WIL | CHB | ORL | ORL | CHB | ORL | CHB | CHB | ROC | HAR | LAB | LAB | PIT | DAY | RIC | CHE | LAB | LAB | RIC | RIC |
| Barracuda d'Antigua       | 0–1 | 3–1 | 3–2 | 0–2 | 0–3 | 0–4 | 0–1 | 1–2 | 0–3 | 0–2 | 0–2 | 1–0 | 1–4 | 1–1 | 0–3 | 0–2 | 1–4 | 1–3 | 0–2 | 0–4 | 2–1 | 0–1 | 0–1 | 2–1 |
| Battery de Charleston     | RIC | RIC | CHE | PIT | ANT | ROC | LAB | PIT | DAY | ORL | ANT | HAR | ANT | ANT | CHE | CHE | WIL | ORL | ORL | WIL | WIL | HAR | ROC | DAY |
| Battery de Charleston     | 2–1 | 1–2 | 3–0 | 1–0 | 4–0 | 0–1 | 1–0 | 3–1 | 1–0 | 1–2 | 3–0 | 3–1 | 2–1 | 0–1 | 0–2 | 0–1 | 3–1 | 1–2 | 0–4 | 2–2 | 1–2 | 0–3 | 4–0 | 0–0 |
| Eagles de Charlotte       | ORL | DAY | CHB | HAR | ANT | ANT | HAR | ROC | ROC | WIL | ORL | RIC | RIC | LAB | CHB | CHB | PIT | WIL | RIC | RIC | ANT | PIT | DAY | WIL |
| Eagles de Charlotte       | 0–2 | 0–0 | 0–3 | 1–2 | 2–3 | 2–0 | 2–1 | 0–1 | 0–1 | 1–1 | 1–2 | 0–1 | 4–1 | 3–1 | 2–0 | 1–0 | 2–0 | 1–2 | 1–0 | 1–2 | 0–4 | 3–0 | 2–2 | 1–0 |
| Dutch Lions de Dayton     | CHE | PIT | ROC | RIC | LAB | ROC | HAR | ROC | CHB | PIT | LAB | LAB | WIL | ORL | PIT | ROC | HAR | HAR | WIL | RIC | ANT | CHE | ORL | CHB |
| Dutch Lions de Dayton     | 0–0 | 0–2 | 0–1 | 1–1 | 0–1 | 1–1 | 0–4 | 2–2 | 0–1 | 1–1 | 0–1 | 0–1 | 4–0 | 2–2 | 1–0 | 0–2 | 0–0 | 2–1 | 0–2 | 0–2 | 3–1 | 2–2 | 1–1 | 0–0 |
| Harrisburg City Islanders | CHE | WIL | CHE | RIC | PIT | DAY | ROC | RIC | WIL | ROC | ORL | CHB | ROC | PIT | ANT | DAY | DAY | PIT | LAB | ORL | CHB | RIC | LAB | LAB |
| Harrisburg City Islanders | 2–1 | 0–0 | 1–2 | 0–0 | 0–0 | 4–0 | 1–0 | 1–1 | 0–2 | 2–1 | 0–3 | 1–3 | 2–1 | 3–2 | 1–1 | 0–0 | 1–2 | 2–0 | 2–0 | 2–4 | 3–0 | 1–2 | 2–2 | 1–0 |
| Blues de Los Angeles      | ROC | ROC | WIL | WIL | DAY | PIT | ORL | CHB | DAY | DAY | CHE | WIL | RIC | ORL | ORL | ANT | ANT | ROC | HAR | PIT | ANT | ANT | HAR | HAR |
| Blues de Los Angeles      | 0–1 | 0–2 | 2–1 | 2–2 | 1–0 | 3–0 | 0–0 | 0–1 | 1–0 | 1–0 | 1–3 | 2–4 | 0–1 | 0–1 | 0–4 | 3–0 | 2–0 | 0–1 | 0–2 | 2–0 | 1–2 | 1–0 | 2–2 | 0–1 |
| Orlando City SC           | CHE | WIL | RIC | RIC | PIT | ANT | ANT | LAB | CHE | WIL | CHB | ANT | HAR | DAY | PIT | LAB | LAB | ROC | CHB | WIL | CHB | HAR | ROC | DAY |
| Orlando City SC           | 2–0 | 4–1 | 2–0 | 0–0 | 3–2 | 1–0 | 2–1 | 0–0 | 2–1 | 1–3 | 2–1 | 2–0 | 3–0 | 2–2 | 1–1 | 1–0 | 4–0 | 4–0 | 2–1 | 1–1 | 4–0 | 4–2 | 1–0 | 1–1 |
| Riverhounds de Pittsburgh | ANT | ANT | DAY | CHB | WIL | ORL | LAB | HAR | RIC | CHB | DAY | ROC | WIL | ORL | DAY | HAR | RIC | CHE | HAR | ROC | ANT | LAB | CHE | ROC |
| Riverhounds de Pittsburgh | 1–0 | 1–3 | 2–0 | 0–1 | 0–1 | 2–3 | 0–3 | 0–0 | 1–1 | 1–3 | 1–1 | 1–1 | 2–1 | 1–1 | 0–1 | 2–3 | 1–3 | 0–2 | 2–0 | 0–2 | 4–1 | 2–0 | 0–3 | 0–1 |
| Kickers de Richmond       | CHB | CHB | ORL | ORL | DAY | HAR | PIT | WIL | HAR | ROC | CHE | WIL | CHE | ROC | LAB | WIL | PIT | DAY | CHE | CHE | ANT | HAR | ANT | ANT |
| Kickers de Richmond       | 1–2 | 2–1 | 0–2 | 0–0 | 1–1 | 2–2 | 1–1 | 3–1 | 1–1 | 1–0 | 1–0 | 1–2 | 1–4 | 2–3 | 1–0 | 0–1 | 3–1 | 0–2 | 0–1 | 2–1 | 0–2 | 2–1 | 1–0 | 1–2 |
| Rhinos de Rochester       | LAB | LAB | DAY | CHE | CHE | CHB | DAY | HAR | DAY | RIC | WIL | HAR | PIT | RIC | HAR | ANT | DAY | WIL | ORL | PIT | LAB | ORL | CHB | PIT |
| Rhinos de Rochester       | 1–0 | 2–0 | 1–0 | 1–0 | 1–0 | 1–0 | 1–1 | 0–1 | 2–2 | 0–1 | 1–1 | 1–2 | 1–1 | 3–2 | 1–2 | 4–1 | 2–0 | 0–0 | 0–4 | 2–0 | 1–0 | 1–0 | 0–4 | 1–0 |
| Hammerheads de Wilmington | ORL | HAR | PIT | ANT | LAB | LAB | CHE | RIC | ORL | ROC | HAR | RIC | PIT | DAY | LAB | RIC | ROC | CHB | DAY | CHE | ORL | CHB | CHB | CHE |
| Hammerheads de Wilmington | 1–4 | 0–0 | 1–0 | 3–0 | 1–2 | 2–2 | 1–1 | 1–3 | 3–1 | 1–1 | 2–0 | 2–1 | 1–2 | 0–4 | 4–2 | 1–0 | 0–0 | 1–3 | 2–0 | 2–1 | 1–1 | 2–2 | 1–2 | 0–1 |

## Séries éliminatoires

### Règlement
Six équipes se qualifient pour les séries éliminatoires. Le format des séries est une phase à élimination directe. Pour toutes les rencontres, c'est l'équipe la mieux classée en saison régulière qui accueille son adversaire.
La finale a lieu sur le terrain de la meilleure équipe en phase régulière. Cette finale se déroule en un seul match, avec prolongations et tirs au but pour départager si nécessaire les équipes.

### Tableau
|  | Premier tour                | Premier tour                | Premier tour                     | Premier tour                     |                            |                         | Demi-finales              | Demi-finales              | Demi-finales              | Demi-finales              |  |  | USL Pro Championship 2012      | USL Pro Championship 2012      | USL Pro Championship 2012      | USL Pro Championship 2012      |
|  |                             |                             |                                  |                                  |                            |                         |                           |                           |                           |                           |  |  |                                |                                |                                |                                |
|  |                             |                             |                                  |                                  |                            |                         | 31 août, Sahlen's Stadium | 31 août, Sahlen's Stadium | 31 août, Sahlen's Stadium | 31 août, Sahlen's Stadium |  |  | 8 septembre, Blackbaud Stadium | 8 septembre, Blackbaud Stadium | 8 septembre, Blackbaud Stadium | 8 septembre, Blackbaud Stadium |
|  |                             |                             |                                  |                                  |                            |                         | 31 août, Sahlen's Stadium | 31 août, Sahlen's Stadium | 31 août, Sahlen's Stadium | 31 août, Sahlen's Stadium |  |  | 8 septembre, Blackbaud Stadium | 8 septembre, Blackbaud Stadium | 8 septembre, Blackbaud Stadium | 8 septembre, Blackbaud Stadium |
|  |                             |                             |                                  |                                  |                            |                         | 31 août, Sahlen's Stadium | 31 août, Sahlen's Stadium | 31 août, Sahlen's Stadium | 31 août, Sahlen's Stadium |  |  | 8 septembre, Blackbaud Stadium | 8 septembre, Blackbaud Stadium | 8 septembre, Blackbaud Stadium | 8 septembre, Blackbaud Stadium |
|  |                             |                             |                                  |                                  |                            |                         | 31 août, Sahlen's Stadium | 31 août, Sahlen's Stadium | 31 août, Sahlen's Stadium | 31 août, Sahlen's Stadium |  |  | 8 septembre, Blackbaud Stadium | 8 septembre, Blackbaud Stadium | 8 septembre, Blackbaud Stadium | 8 septembre, Blackbaud Stadium |
|  |                             |                             |                                  |                                  |                            |                         | 31 août, Sahlen's Stadium | 31 août, Sahlen's Stadium | 31 août, Sahlen's Stadium | 31 août, Sahlen's Stadium |  |  | 8 septembre, Blackbaud Stadium | 8 septembre, Blackbaud Stadium | 8 septembre, Blackbaud Stadium | 8 septembre, Blackbaud Stadium |
|  | 2 Rhinos de Rochester       | 2 Rhinos de Rochester       | 1 (3)                            | 1 (3)                            |                            |                         |                           |                           |                           |                           |  |  | 8 septembre, Blackbaud Stadium | 8 septembre, Blackbaud Stadium | 8 septembre, Blackbaud Stadium | 8 septembre, Blackbaud Stadium |
|  | 2 Rhinos de Rochester       | 2 Rhinos de Rochester       | 1 (3)                            | 1 (3)                            | 25 août, Blackbaud Stadium |                         |                           |                           |                           |                           |  |  | 8 septembre, Blackbaud Stadium | 8 septembre, Blackbaud Stadium | 8 septembre, Blackbaud Stadium | 8 septembre, Blackbaud Stadium |
|  |                             |                             | 3 Battery de Charleston t. a. b. | 3 Battery de Charleston t. a. b. | 1 (4)                      | 1 (4)                   |                           |                           |                           |                           |  |  | 8 septembre, Blackbaud Stadium | 8 septembre, Blackbaud Stadium | 8 septembre, Blackbaud Stadium | 8 septembre, Blackbaud Stadium |
|  | 3 Battery de Charleston     | 3 Battery de Charleston     | 3 Battery de Charleston t. a. b. | 3 Battery de Charleston t. a. b. | 1 (4)                      | 1 (4)                   | 2                         | 2                         |                           |                           |  |  | 8 septembre, Blackbaud Stadium | 8 septembre, Blackbaud Stadium | 8 septembre, Blackbaud Stadium | 8 septembre, Blackbaud Stadium |
|  | 3 Battery de Charleston     | 3 Battery de Charleston     | 31 août, Citrus Bowl             |                                  |                            |                         | 2                         | 2                         |                           |                           |  |  | 8 septembre, Blackbaud Stadium | 8 septembre, Blackbaud Stadium | 8 septembre, Blackbaud Stadium | 8 septembre, Blackbaud Stadium |
|  | 6 Harrisburg City Islanders | 6 Harrisburg City Islanders | 1                                | 1                                |                            |                         |                           |                           |                           |                           |  |  | 8 septembre, Blackbaud Stadium | 8 septembre, Blackbaud Stadium | 8 septembre, Blackbaud Stadium | 8 septembre, Blackbaud Stadium |
|  | 6 Harrisburg City Islanders | 6 Harrisburg City Islanders | 1                                | 1                                | 3 Battery de Charleston    | 3 Battery de Charleston | 1                         | 1                         |                           |                           |  |  |                                |                                |                                |                                |
|  |                             |                             |                                  |                                  | 3 Battery de Charleston    | 3 Battery de Charleston | 1                         | 1                         |                           |                           |  |  |                                |                                |                                |                                |
|  |                             |                             | 5 Hammerheads de Wilmington      | 5 Hammerheads de Wilmington      | 0                          | 0                       |                           |                           |                           |                           |  |  |                                |                                |                                |                                |
|  |                             |                             |                                  |                                  | 0                          | 0                       |                           |                           |                           |                           |  |  |                                |                                |                                |                                |
|  |                             |                             |                                  |                                  |                            |                         |                           |                           |                           |                           |  |  |                                |                                |                                |                                |
|  |                             |                             |                                  |                                  |                            |                         |                           |                           |                           |                           |  |  |                                |                                |                                |                                |
|  | 1 Orlando City SC           | 1 Orlando City SC           | 3                                | 3                                |                            |                         |                           |                           |                           |                           |  |  |                                |                                |                                |                                |
|  | 1 Orlando City SC           | 1 Orlando City SC           | 3                                | 3                                | 25 août, City Stadium      |                         |                           |                           |                           |                           |  |  |                                |                                |                                |                                |
|  |                             |                             | 5 Hammerheads de Wilmington      | 5 Hammerheads de Wilmington      | 4                          | 4                       |                           |                           |                           |                           |  |  |                                |                                |                                |                                |
|  | 4 Kickers de Richmond       | 4 Kickers de Richmond       | 5 Hammerheads de Wilmington      | 5 Hammerheads de Wilmington      | 4                          | 4                       | 2                         | 2                         |                           |                           |  |  |                                |                                |                                |                                |
|  | 4 Kickers de Richmond       | 4 Kickers de Richmond       |                                  |                                  |                            |                         |                           | 2                         |                           |                           |  |  |                                |                                |                                |                                |
|  | 5 Hammerheads de Wilmington | 5 Hammerheads de Wilmington | 3                                | 3                                |                            |                         |                           |                           |                           |                           |  |  |                                |                                |                                |                                |
|  | 5 Hammerheads de Wilmington | 5 Hammerheads de Wilmington | 3                                | 3                                |                            |                         |                           |                           |                           |                           |  |  |                                |                                |                                |                                |
|  |                             |                             |                                  |                                  |                            |                         |                           |                           |                           |                           |  |  |                                |                                |                                |                                |

### Résultats

#### Premier tour
| 25 août 2012 | Kickers de Richmond      | 2 - 3   | Hammerheads de Wilmington                  | City Stadium, Richmond                         |                                                |
| 19h00 EDT    | Yeisley 12e · Elcock 79e | (1 - 0) | 69e Chirishian · 72e Perry · 90+3e Parratt | Spectateurs : 1 441 Arbitrage : Charles Carson | Spectateurs : 1 441 Arbitrage : Charles Carson |
| 19h00 EDT    | Rapport                  |         |                                            | Spectateurs : 1 441 Arbitrage : Charles Carson | Spectateurs : 1 441 Arbitrage : Charles Carson |

| 25 août 2012 | Battery de Charleston                 | 2 - 1   | Harrisburg City Islanders | Blackbaud Stadium, Charleston                  |                                                |
| 19h30 EDT    | Paterson 40e (pen.) · Donatelli 45+1e | (2 - 1) | 16e Ombiji                | Spectateurs : 2 718 Arbitrage : Augie Minasola | Spectateurs : 2 718 Arbitrage : Augie Minasola |
| 19h30 EDT    | Rapport                               |         |                           | Spectateurs : 2 718 Arbitrage : Augie Minasola | Spectateurs : 2 718 Arbitrage : Augie Minasola |

#### Demi-finales
| 31 août 2012 | Orlando City SC                               | 3 - 4   | Hammerheads de Wilmington                                  | Citrus Bowl, Orlando                               |                                                    |
| 19h30 EDT    | Luzunaris 44e · Watson 90e (pen.) · Davis 90e | (1 - 3) | 4e (pen.) Hertzog · 9e Holmes · 30e Chirishian · 64e Riley | Spectateurs : 7 887 Arbitrage : Marcos de Oliveira | Spectateurs : 7 887 Arbitrage : Marcos de Oliveira |
| 19h30 EDT    | Rapport                                       |         |                                                            | Spectateurs : 7 887 Arbitrage : Marcos de Oliveira | Spectateurs : 7 887 Arbitrage : Marcos de Oliveira |

| 31 août 2012 | Rhinos de Rochester                                              | 1 - 1 a. p.       | Battery de Charleston                                          | Sahlen's Stadium, Rochester |                            |
| 19h35 EDT    | McFayden 55e                                                     | (0 - 0)           | 90e Donatelli                                                  | Arbitrage : Vito Testa Jr.  | Arbitrage : Vito Testa Jr. |
| 19h35 EDT    | Rapport                                                          |                   |                                                                | Arbitrage : Vito Testa Jr.  | Arbitrage : Vito Testa Jr. |
| 19h35 EDT    | Hoxie · Kyriazis · Earls · Zamudio · Roberts · Nicht · Rosenlund | Tirs au but 3 - 4 | Paterson · Donatelli · Azira · Falvey · Prince · Wilson · Mack | Arbitrage : Vito Testa Jr.  | Arbitrage : Vito Testa Jr. |

#### Championnat USL Pro 2012
| 8 septembre 2012 | Battery de Charleston | 1 - 0 | Hammerheads de Wilmington | Blackbaud Stadium, Charleston                 |                                               |
| 19h30 EDT        | Micheal Azira 74e     |       |                           | Spectateurs : 4 963 Arbitrage : Robert Sibiga | Spectateurs : 4 963 Arbitrage : Robert Sibiga |
| 19h30 EDT        | Rapport               |       |                           | Spectateurs : 4 963 Arbitrage : Robert Sibiga | Spectateurs : 4 963 Arbitrage : Robert Sibiga |

| Vainqueur du USL Pro Championship 2012 Battery de Charleston 1er titre |

## Récompenses individuelles
| Trophée                            | Joueur         | Club                  |
| ---------------------------------- | -------------- | --------------------- |
| Meilleur joueur (saison régulière) | Kevin Molino   | Orlando City SC       |
| Meilleur joueur (finale USL)       | José Cuevas    | Battery de Charleston |
| Meilleur buteur                    | Dennis Chin    | Orlando City SC       |
| Meilleure recrue                   | José Cuevas    | Battery de Charleston |
| Meilleur défenseur                 | Troy Roberts   | Rhinos de Rochester   |
| Meilleur gardien                   | Kristian Nicht | Rhinos de Rochester   |
| Meilleur entraîneur                | Adrian Heath   | Orlando City SC       |

## Statistiques individuelles
Source : uslpro.uslssoccer.com
| Rang | Joueur            | Club                      | Buts |
| ---- | ----------------- | ------------------------- | ---- |
|      | Dennis Chin       | Orlando City SC           | 11   |
| 2    | Nicki Paterson    | Battery de Charleston     | 10   |
| 3    | Corey Hertzog     | Hammerheads de Wilmington | 9    |
| 3    | Matt Luzunaris    | Orlando City SC           | 9    |
| 5    | Andriy Budnyy     | Hammerheads de Wilmington | 8    |
| 6    | José Cuevas       | Battery de Charleston     | 7    |
| 6    | Luckymore Mkosana | Harrisburg City Islanders | 7    |
| 8    | Bright Dike       | Blues de Los Angeles      | 6    |
| 8    | Matt Kessel       | Riverhounds de Pittsburgh | 6    |
| 8    | Darryl Roberts    | Eagles de Charlotte       | 6    |

| Rang | Joueur          | Club                      | Passes |
| ---- | --------------- | ------------------------- | ------ |
| 1    | JC Banks        | Rhinos de Rochester       | 8      |
| 2    | Kevin Molino    | Orlando City SC           | 7      |
| 3    | Corey Hertzog   | Hammerheads de Wilmington | 5      |
| 4    | Sallieu Bundu   | Battery de Charleston     | 4      |
| 4    | Sainey Touray   | Harrisburg City Islanders | 4      |
| 4    | Tony Donatelli  | Rhinos de Rochester       | 4      |
| 4    | Luke Boden      | Orlando City SC           | 4      |
| 4    | José Cuevas     | Battery de Charleston     | 4      |
| 4    | Mauricio Salles | Eagles de Charlotte       | 4      |
| 4    | Jason Pelletier | Harrisburg City Islanders | 4      |